# Louis Le Sénéchal
Louis Charles François Le Sénéchal, né le 2 octobre 1910 à Berck-sur-Mer et décédé le 2 mars 1977 à Suresnes, est un homme politique français.

## Biographie
Instituteur, militant syndical, secrétaire de l'union locale CGT de Marquise en 1936, il est élu conseiller général du Pas-de-Calais, sous l'étiquette de la SFIO à laquelle il appartient, en 1937.
Mobilisé en 1939, il se retrouve dans le Lot au moment de l'armistice, et prend une classe à Promilhanes, avant d'être déplacé administrativement pour son opposition au régime de Vichy.
Bien que participant à la reconstitution du parti socialiste dans la clandestinité, il entre en résistance au sein des FTP, d'influence communiste.
De retour dans le Pas-de-Calais, il est élu maire de Marquise en 1945, conseiller général la même année, il succède à Guy Mollet comme président du conseil général en 1946.
Elu député en 1951, il quitte la présidence du conseil général trois ans plus tard, à la suite d'un désaccord avec la direction du parti au sujet de la CED. Ayant en effet voté contre le projet, il est conduit par les instances fédérales de la SFIO à céder son siège de président à Emile Durieux.
En 1956, il se ne représente pas aux législatives, officiellement du fait de l'état de santé de son épouse.
De nouveau candidat en 1958, il n'est pas élu, puis, en 1962, comme candidat suppléant d'Henri Henneguelle, sans plus de succès.
En 1967, il retrouve l'Assemblée nationale, battant de quelques voix le sortant gaulliste Henri Collette. L'année suivante, cependant, ce dernier retrouve son siège.
Sceptique sur l'union de la gauche, mais discipliné et ne la remettant pas en cause dans ses pratiques, il en bénéficie lui-même en 1973, année où il est de nouveau élu à l'Assemblée nationale grâce à un bon report de voix communistes au second tour.
Se sachant gravement malade, il entame à partir de 1975 un passage de relais politique. En 1976, il ne se représente pas aux cantonales.
Il meurt quelques mois plus tard.